# مزرعة تارة سبزة بلوتش (أرزوئية)
مزرعة تارة سبزة بلوتش (بالإنجليزية: Mazraeh-ye Tareh Sabzeh Baluch)‏ هي منطقة سكنية تقع في إيران في كرمان.